# Daryl Yamamoto
Daryl Fabián Yamamoto Serván (18 de mayo de 1996) es un deportista peruano que compite en judo. Ganó una medalla de bronce en el Campeonato Panamericano de Judo de 2022, en la categoría de –100 kg.

## Palmarés internacional
| Campeonato Panamericano | Campeonato Panamericano | Campeonato Panamericano | Campeonato Panamericano |
| Año                     | Lugar                   | Medalla                 | Categoría               |
| ----------------------- | ----------------------- | ----------------------- | ----------------------- |
| 2022                    | Lima (Perú)             | Medalla de bronce       | –100 kg                 |